# Eliminators - Senza regole
Eliminators - Senza regole (Eliminators) è un film del 2016 diretto da James Nunn. È un thriller d'azione distribuito direttamente per il mercato video.

## Trama
L'ex agente dell'FBI Thomas McKenzie vive sotto copertura a Londra con la figlioletta Carly. Ha dovuto lasciare gli Stati Uniti perché aveva messo in grosse difficoltà un boss della malavita che era anche suo suocero il quale non gli ha perdonato anche il fatto che la figlia sia morta in un attentato che era indirizzato a lui. In seguito a un'aggressione subita in casa la copertura di Thomas salta e il suocero manda un pericolosissimo killer in Inghilterra perché lo uccida e lui possa prendersi la nipote.